# 舍温·斯托尔斯
舍温·斯托尔斯（英語：Sherwin Stowers，1986年5月19日—），新西兰男子橄榄球运动员。他曾代表新西兰七人制国家队参加2010年和2014年英联邦运动会七人制橄榄球比赛，获得一枚金牌和一枚银牌。